# Donald G. Jackson
Donald G. Jackson (Tremont, 24 aprile 1943 – Los Angeles, 20 ottobre 2003) è stato un regista e produttore cinematografico statunitense.

## Biografia
Nato a Tremont in Mississippi, crebbe a Adrian nel Michigan dove trovò lavoro come operaio in una fabbrica di automobili. La sua passione per le riprese nacque in età adolescenziale quando lavorava come commesso presso un negozio di fotografia, il proprietario era solito riprendere le partite della squadra di football liceale con una cinepresa da 16 mm, un giorno chiese a Donald di sostituirlo e da quel momento il giovane si appassionò a quel mondo.
Il suo esordio alla regia avvenne nel 1977 con la pellicola The Demon Lover, il film era una parodia dei film horror del periodo e lo stesso Jackson dichiarò di essersi ispirato per questo e i successivi film al celebre Non aprite quella porta del 1974, non a caso nella sua pellicola d'esordio appare l'attore Gunnar Hansen ovvero il primo interprete di Leatherface. La realizzazione del film fu resa possibile grazie all'aiuto di Jerry Younkins, coproduttore e coregista, un collega di fabbrica di Jackson che ottenne un cospicuo risarcimento a causa di un infortunio sul lavoro e decise di investire parte dei soldi ricevuti nella realizzazione di un film. Prima di ricevere il finanziamento necessario per la realizzazione del suo primo lungometraggio Jackson aveva in mente una tipologia di film completamente diversa, la sua idea era quella di raccontare le avventure di un detective privato afroamericano di nome Lincoln Green, l'improvvisa disponibilità finanziaria del suo socio cambiò radicalmente la situazione, tuttavia quando fu il momento di cominciare le riprese Younkins aveva già speso quasi tutti i soldi ricevuti e Jackson dovette autofinanziarsi ipotecando la sua auto e la sua casa. Nel 1980 uscì un documentario sulla realizzazione del film intitolato The Demon Lover Diary.
Deciso ad intraprendere la carriera cinematografica si trasferì ad Hollywood in California dove iniziò a frequentare l'ambiente degli studios. Nel 1983 venne ingaggiato da James Cameron come direttore della fotografia per girare materiale aggiuntivo per il film Terminator.
Nel 1988 girò quello che si sarebbe rivelato il suo lavoro di maggior successo il film di fantascienza Apocalisse a Frogtown - La città delle rane (Hell Comes to Frogtown), considerato un cult movie.
Durante la sua carriera ebbe un proficuo sodalizio artistico col regista Scott Shaw assieme al quale scrisse, diresse e produsse diversi film, per la maggior parte ascrivibili alla categoria dei B-movies. Shaw coniò la definizione di "zen filmaking" per definire il loro stile creativo che si basava interamente sull'ispirazione momentanea durante le riprese, infatti per la realizzazione di questi film la sceneggiatura era assente o relegata a un ruolo minimale. I primi lavori girati secondo questo principio furono Legend of the Roller Blade Seven e Return of the Roller Blade Seven, entrambi nel 1992. Dopo la realizzazione di questi due film Jackson tornò a girare film basati su sceneggiature tradizionali mentre Shaw si dedicò interamente alla creazione di film "zen", i due tornarono a lavorare insieme solo nel 1996 (Shotgun Boulevard).
Una caratteristica della produzione di Jackson era la presenza di protagoniste femminili dalla spiccata sensualità, tra le quali Jill Kelly e Julie Strain.
Nel 1995 gli venne diagnosticata una forma di leucemia ma questo non gli impedì di continuare a girare film. Morì nel 2003 a causa della malattia. Le sue spoglie furono sepolte al Westwood Village Memorial Park Cemetery di Los Angeles.

## Filmografia
- Crimes of Tomorrow, cortometraggio (2010)[10]
- Mimes: Silent But Deadly, cortometraggio (2010)[10]
- Angel Blade (2008)[10]
- Legend of the Dead Boyz (2004)[10]
- Max Hell Frog Warrior (2002)
- Ghost Taxi (1999)
- Blade Sisters (1999)
- Ride with the Devil (1999)
- Crimes of the Chupacabra (1998)
- Guns of El Chupacabra II: The Unseen (1998)
- Armageddon Boulevard (1998)
- Lingerie Kickboxer (1998)
- Guns of El Chupacabra (1997)
- Rollergator (1996)
- Shotgun Boulevard (1996)
- Toad Warrior (1996)
- Baby Ghost (1995)
- Big Sister 2000 (1995)
- Little Lost Sea Serpent (1995)
- Raw Energy (1995)
- The Devil's Pet (1994)
- Twisted Fate (1993)
- Carjack (1993)
- It's Showtime (1992)
- Return to Frogtown (1992)
- Legend of the Roller Blade Seven (1992)
- Return of the Roller Blade Seven (1992)
- Class of Nuke 'Em High Part II: Subhumanoid Meltdown (1991)
- The Roller Blade Seven (1991)
- Roller Blade Warriors: Taken by Force (1989)
- Apocalisse a Frogtown - La città delle rane (1988)
- Roller Blade (1986)
- UFO: Secret Video (1986)
- I Like to Hurt People (1985)
- The Demon Lover (1977)